# Mario Maranhão
Mário Lúcio Rodrigues dos Santos, conhecido como Mario Maranhão (São Luís, 18 de junho de 1950 — São Paulo, 13 de abril de 1996) foi um compositor brasileiro que ficou conhecido pelas suas obras interpretados pelo cantor Jessé.
Canções como Caçador de Corações (Gian & Giovani), Cama de Capim (Zezé Di Camargo & Luciano, Voa Liberdade (Jessé) são suas principais composições.
Em 1996, durante as gravações da telenovela O Rei do Gado, da Rede Globo, veio a falecer em um acidente de automóvel.[carece de fontes?]